# Книга Числа

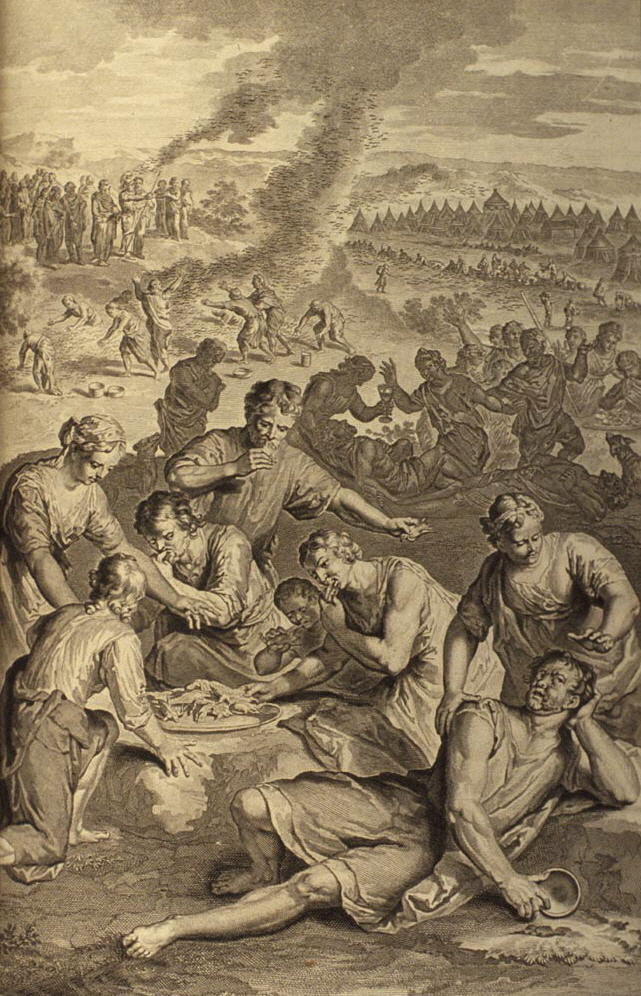
Перепелиці послані Богом (Числ. 11:31-32).

Кни́га Чи́сла (від дав.-гр. Ἀριθμοί та лат. Numeri), Бе-Мідба́р (івр. במדבר — у пустелі) — четверта частина П'ятикнижжя Мойсея та Старого Заповіту.
Книга містить перепис ізраїльського народу за дорослими чоловіками, коли він перебував на Синайському півострові та на рівнині Моав. Традиційно приписується Мойсею, як авторові П'ятикнижжя Мойсея. Згідно з Документарною гіпотезою книга була створена у період неволі (550—400 роках до н. е.) та увійшла до складу Тори близько 400 р. н. е. Саме тоді у період неволі ізраїльтяни, звертаючи свої погляди до минулого, зрозуміли, що принизлива ситуація, в якій вони опинилися, є наслідком порушення союзу, укладеного під Синаєм.

## Зміст Книги Чисел
У Книзі чисел зібрано історичні, літургійні та юридичні традиції, що походять із різних періодів історії ізраїльського народу. Загалом у Книзі можна виділити три частини.

### Перша частина
Перша частина охоплює 10 розділів. У них розповідається про останні дні перебування народу під Синаєм. У перших чотирьох розділах цієї книги мова йде про приготуваннях до військового походу та приводиться число боєздатних чоловіків, яке становить 603550 (Числ. 1:46). У цих же главах описано порядок, який дотримувався як в таборі, так і в дорозі. Багато місця присвячено пожертвам на храм у центрі якого перебував кіот і який несли левити. Ця частина Книги Чисел встановлює закони про Назореїв і завершується благословенням Бога священиків, а також перераховує колективні та індивідуальні пожертвування начальників колін для священнослужіння в кіоті. Кожен з начальників приносив дари в призначений день в тому порядку, в якому коліна перераховані в Числ. 2. Були виготовлені дві срібні духові труби, і встановлені правила для їх використання в бою і в свята. Перебування під Синаєм завершується урочистим святкуванням Пасхи. Ізраїльтяни вирушили у дорогу. Хмара над кіотом Завіту супроводжувала їх у мандрівці.

### Друга частина
Друга частина (розд. 10-22) охоплює «40 років» перебування у пустелі. Ця частина торкається, однак, переважно, перших і останні місяців цього періоду. Невдовзі після виходу з Синаю народ почав нарікати на одноманітну їжу. Під тягарем труднощів Мойсей за наказом Бога, вибирає 70 чоловіків — старшин, щоби вони помогли йому управляти народом. Конкретна проблема їжі також вирішилася — спочатку Бог послав людям Манну небесну а потім на табір упала велика кількість перепелиць. Переживаючи пригоди ізраїльтяни дійшли до Кадешу — південних околиць Обітованої землі. Мойсей послав розвідку, яка мала оцінити можливість поселення в обіцяній Богом землі. Повернувшись посланці настільки пригнітили дух Ізраїлю своїми розповідями, що замість довіритися Богові та Мойсеєві, ізраїльтяни вчинили бунт. Ісус Навин та Калев старалися спростувати занепадницькі виступи та намарно. Народ не хотів іти далі. І за цей свій сумнів у Божій могутності, та ще й після того, як стільки разів відчув над собою Божу опіку, він був суворо покараний — перебування у пустелі продовжилося ще на 40 років. Після розповіді про події у Кадеші йдуть численні приписи закону стосовно жертв (жертва червоної корови), десятини, обряду очищення тощо Далі знаходиться інформація про останній період перебування Ізраїлю у пустелі. Народ знову прибув у Кадеш. Тут померла сестра Мойсея — Марія, а невдовзі по тому і його брат Арон. На прохання Мойсея, Бог дозволяє добути воду — вона дивом потече із скелі. Однак шлях до обітованої землі не стає відкритим. Едоміти не дали можливості пройти через їхню землю. Весь народ був змушений звернути та попри моавські степи дійти до Зайордання.

### Третя частина
У третій частині (розд. 22-36) описано події на землі Моава, зокрема пророцтва Валаама про благополуччя Ізраїля. Тоді наступником Мойсея обрано Ісуса Навина, а потім відбувся розподіл Трансйорданії між племенами Рувима, Гада і частково Манасії. У міста, які отримали левіти, можуть бути прийняті люди для прихистку, які випадково вбили людину. Наративні фрагменти у цій частині книги переплітаються з юридичними приписами.